# M1 (Armenië)
De M1 (Armeens: Մ1) is een hoofdweg in Armenië. De weg voert van de hoofdstad Jerevan naar de grens met Georgië.
De weg is een deel van het traject van de E691, die aansluit op de E80 naar Istanbul en Bulgarije. De weg begint bij een afslag op de ringweg van Jerevan (M5) als vierstrooks autosnelweg, aangelegd in de tijd van de Sovjet-Unie. De weg loopt verder grotendeels als tweestrooks weg door de bergen, met veel rechte stukken.
Armenië is een geheel door land omgeven land, en via de M1 is via Georgië Europa en de Zwarte Zee bereikbaar (de weg gaat bij de Georgische grens verder als S11). Toch is het deel van Bavra tot de Georgische grens onverhard. Andere wegen naar Georgië zijn de M3 (E117) en de M6 (E001).
Een derde deel van de weg (het deel tussen Asjtarak en Talin, dat is 47 km) wordt momenteel (2012) met geld geleend van de Asian Development Bank opgewaardeerd.